# Skilanglauf-Weltcup 1989/90
Der Skilanglauf-Weltcup 1989/90 war eine von der FIS organisierte Wettkampfserie. Der Weltcup  begann am 9. Dezember 1989 in Salt Lake City  und endete am 17. März 1990 in Vang.

## Männer

### Podestplätze Männer
| Datum      | Austragungsort | Disziplin                   | Sieger                                                                    | Zweiter                                                                       | Dritter                                                                        |
| ---------- | -------------- | --------------------------- | ------------------------------------------------------------------------- | ----------------------------------------------------------------------------- | ------------------------------------------------------------------------------ |
| 09.12.1989 | Salt Lake City | 15 km klassisch             | Bjørn Dæhlie                                                              | Vegard Ulvang                                                                 | Jochen Behle                                                                   |
| 10.12.1989 | Salt Lake City | 4 × 10 km Staffel           | SchwedenJan Ottosson Christer Majbäck Torgny Mogren Gunde Svan            | Norwegen IPål Gunnar Mikkelsplass Vegard Ulvang Øyvind Skaanes Bjørn Dæhlie   | Norwegen IIArild Monsen Erling Jevne Torgeir Bjørn Terje Langli                |
| 16.12.1989 | Calgary        | 15 km Freistil              | Christer Majbäck                                                          | Bjørn Dæhlie                                                                  | Markus Gandler                                                                 |
| 17.12.1989 | Calgary        | 50 km klassisch             | Jochen Behle                                                              | Igor Badamschin                                                               | Maurilio De Zolt                                                               |
| 13.01.1990 | Moskau         | 30 km Freistil              | Gunde Svan                                                                | Vegard Ulvang                                                                 | Torgny Mogren                                                                  |
| 17.02.1990 | Campra         | 15 km Freistil              | Bjørn Dæhlie                                                              | Vegard Ulvang                                                                 | Torgny Mogren                                                                  |
| 21.02.1990 | Val di Fiemme  | 15 km klassisch             | Gunde Svan                                                                | Vegard Ulvang                                                                 | Bjørn Dæhlie                                                                   |
| 22.02.1990 | Val di Fiemme  | 4 × 10 km Staffel           | SchwedenHenrik Forsberg Jan Ottosson Christer Majbäck Gunde Svan          | ItalienMaurilio De Zolt Silvano Barco Giorgio Vanzetta Marco Albarello        | NorwegenØyvind Skaanes Bjørn Dæhlie Vegard Ulvang Terje Langli                 |
| 25.02.1990 | Reit im Winkl  | 30 km Freistil              | Wladimir Smirnow                                                          | Torgny Mogren                                                                 | Jochen Behle                                                                   |
| 01.03.1990 | Lahti          | 4 × 10 km Staffel Freistil  | ItalienSilvio Fauner Maurilio De Zolt Giorgio Vanzetta Alfred Runggaldier | SowjetunionIgor Badamchin Alexei Prokurorow Michail Botwinow Wladimir Smirnow | SchwedenHenrik Forsberg Jan Ottosson Torgny Mogren Lars Håland                 |
| 03.03.1990 | Lahti          | 15/15 km Verfolgung         | Bjørn Dæhlie                                                              | Vegard Ulvang                                                                 | Lars Håland                                                                    |
| 06.03.1990 | Trondheim      | 15 km klassisch             | Alexei Prokurorow                                                         | Gunde Svan                                                                    | Christer Majbäck                                                               |
| 10.03.1990 | Örnsköldsvik   | 30 km klassisch             | Terje Langli                                                              | Harri Kirvesniemi                                                             | Wladimir Smirnow                                                               |
| 11.03.1990 | Örnsköldsvik   | 4 × 10 km Staffel           | SchwedenJan Ottosson Christer Majbäck Henrik Forsberg Torgny Mogren       | NorwegenØyvind Skaanes Sture Sivertsen Vegard Ulvang Terje Langli             | TschechoslowakeiLuboš Buchta Ladislav Švanda Radim Nyč Václav Korunka          |
| 16.03.1990 | Vang           | 4 × 10 km Staffel klassisch | NorwegenÅge Skinstad Terje Langli Vegard Ulvang Øyvind Skaanes            | SchwedenTorgny Mogren Lars Håland Christer Majbäck Henrik Forsberg            | SowjetunionIgor Badamchin Alexander Golubjow Michail Botwinow Wladimir Smirnow |
| 17.03.1990 | Vang           | 50 km Freistil              | Gunde Svan                                                                | Torgny Mogren                                                                 | Alfred Runggaldier                                                             |

### Weltcupstände Männer
| Rang | Name               | Punkte |
| ---- | ------------------ | ------ |
| 1.   | Vegard Ulvang      | 145    |
| 2.   | Gunde Svan         | 144    |
| 3.   | Bjørn Dæhlie       | 118    |
| 4.   | Jochen Behle       | 88     |
| 5.   | Christer Majbäck   | 86     |
| 6.   | Torgny Mogren      | 78     |
| 7.   | Wladimir Smirnow   | 74     |
| 8.   | Terje Langli       | 52     |
| 9.   | Jan Ottosson       | 48     |
| 10.  | Lars Håland        | 43     |
| 11.  | Henrik Forsberg    | 40     |
| 12.  | Harri Kirvesniemi  | 36     |
| 13.  | Uwe Bellmann       | 35     |
| 14.  | Alexei Prokurorow  | 30     |
| 15.  | Igor Badamschin    | 29     |
| 16.  | Torgeir Bjørn      | 27     |
| 17.  | Markus Gandler     | 26     |
| 17.  | Giorgio Vanzetta   | 26     |
| 19.  | Øyvind Skaanes     | 23     |
| 20.  | Gianfranco Polvara | 21     |
| 21.  | Luboš Buchta       | 20     |

| Rang | Name                | Punkte |
| ---- | ------------------- | ------ |
| 22.  | Andrei Kirillow     | 19     |
| 22.  | Alfred Runggaldier  | 19     |
| 22.  | Jari Räsänen        | 19     |
| 25.  | Maurilio De Zolt    | 18     |
| 26.  | Silvano Barco       | 17     |
| 26.  | Alexander Golubjow  | 17     |
| 26.  | Alois Stadlober     | 17     |
| 29.  | Radim Nyč           | 16     |
| 30.  | Michail Botwinow    | 14     |
| 30.  | Seppo Rantanen      | 14     |
| 32.  | Václav Korunka      | 12     |
| 33.  | Thomas Eriksson     | 11     |
| 34.  | Alois Schwarz       | 10     |
| 35.  | Sturla Brørs        | 9      |
| 35.  | Larry Poromaa       | 9      |
| 37.  | Sture Sivertsen     | 8      |
| 38.  | Michail Dewjatjarow | 7      |
| 38.  | Kristen Skjeldal    | 7      |
| 40.  | Jari Isometsä       | 6      |
| 40.  | Niklas Jonsson      | 6      |
| 40.  | Christian Saurer    | 6      |

| Rang | Name            | Punkte |
| ---- | --------------- | ------ |
| 43.  | Hervé Balland   | 5      |
| 43.  | Audun Endestad  | 5      |
| 43.  | Juha Sarkkinen  | 5      |
| 43.  | Ladislav Švanda | 5      |
| 47.  | Jens Lautner    | 4      |
| 47.  | Patrick Rémy    | 4      |
| 47.  | Åge Skinstad    | 4      |
| 47.  | Jeremias Wigger | 4      |
| 51.  | Todd Boonstra   | 3      |
| 51.  | Aldo Fauner     | 3      |
| 51.  | Terje Smevold   | 3      |
| 54.  | Yves Bilodeau   | 2      |
| 54.  | André Blatter   | 2      |
| 54.  | Jürg Capol      | 2      |
| 54.  | Silvio Fauner   | 2      |
| 54.  | Timo Kuorelahti | 2      |
| 54.  | Claude Pierrat  | 2      |
| 60.  | Marco Albarello | 1      |
| 60.  | Mika Kuusisto   | 1      |
| 60.  | Johan Lind      | 1      |

## Frauen

### Podestplätze Frauen
| Datum      | Austragungsort | Disziplin                 | Sieger                                                                       | Zweiter                                                                         | Dritter                                                                      |
| ---------- | -------------- | ------------------------- | ---------------------------------------------------------------------------- | ------------------------------------------------------------------------------- | ---------------------------------------------------------------------------- |
| 09.12.1989 | Salt Lake City | 5 km klassisch            | Jaana Savolainen                                                             | Tuulikki Pyykkönen                                                              | Swetlana Nageikina                                                           |
| 10.12.1989 | Salt Lake City | 15 km Freistil            | Stefania Belmondo                                                            | Larissa Lasutina                                                                | Jelena Välbe                                                                 |
| 15.12.1989 | Thunder Bay    | 15 km klassisch           | Larissa Lasutina                                                             | Trude Dybendahl-Hartz                                                           | Swetlana Nageikina                                                           |
| 17.12.1989 | Thunder Bay    | 4 × 5 km Staffel          | SowjetunionSwetlana Nageikina Larissa Lasutina Tamara Tichonowa Jelena Välbe | FinnlandPirkko Määttä Tuulikki Pyykkönen Erja Kuivalainen Jaana Savolainen      | NorwegenTrude Dybendahl Anne Jahren Nina Skeime Marit Elveos                 |
| 13.01.1990 | Moskau         | 4 × 5 km Staffel Freistil | SowjetunionSwetlana Nageikina Larissa Lasutina Tamara Tichonowa Jelena Välbe | SchwedenKarin Svingstedt Magdalena Wallin Lis Frost Marie-Helene Westin         | NorwegenTrude Dybendahl Marit Elveos} Anne Jahren Nina Skeime                |
| 14.01.1990 | Moskau         | 7,5 km klassisch          | Trude Dybendahl-Hartz                                                        | Raissa Smetanina                                                                | Larissa Lasutina                                                             |
| 18.02.1990 | Pontresina     | 15 km Freistil            | Manuela Di Centa                                                             | Jelena Välbe                                                                    | Larissa Lasutina                                                             |
| 20.02.1990 | Val di Fiemme  | 10 km Freistil            | Jelena Välbe                                                                 | Ljubow Jegorowa                                                                 | Swetlana Nageikina                                                           |
| 22.02.1990 | Val di Fiemme  | 4 × 5 km Staffel          | SowjetunionSwetlana Nageikina Ljubow Jegorowa Tamara Tichonowa Jelena Välbe  | NorwegenSolveig Pedersen Elin Nilsen Anne Jahren Trude Dybendahl                | FinnlandPirkko Määttä Jaana Savolainen Marjut Lukkarinen Tuulikki Pyykkönen  |
| 24.02.1990 | Bohinj         | 4 × 5 km Staffel          | SowjetunionElena Kaschirskaja Raissa Smetanina Tamara Tichonowa Jelena Välbe | NorwegenInger Helene Nybråten Marit Wold Marit Elveos Nina Skeime               | SchwedenKarin Svingstedt Magdalena Wallin Marie-Helene Westin Catrin Larsson |
| 25.02.1990 | Bohinj         | 10 km klassisch           | Swetlana Nageikina                                                           | Ljubow Jegorowa                                                                 | Trude Dybendahl-Hartz                                                        |
| 01.03.1990 | Lahti          | 5 km Freistil             | Jelena Välbe                                                                 | Swetlana Nageikina                                                              | Larissa Lasutina                                                             |
| 04.03.1990 | Lahti          | 4 × 5 km Staffel Freistil | NorwegenSolveig Pedersen Inger Helene Nybråten Anne Jahren Trude Dybendahl   | SowjetunionSwetlana Nageikina Raissa Smetanina Ljubow Jegorowa Larissa Lasutina | FinnlandPirkko Määttä Erja Kuivalainen Eija Hyytiäinen Tuulikki Pyykkönen    |
| 07.03.1990 | Sollefteå      | 30 km Freistil            | Manuela Di Centa                                                             | Gabriele Heß                                                                    | Jelena Välbe                                                                 |
| 10.03.1990 | Örnsköldsvik   | 10 km klassisch           | Trude Dybendahl-Hartz                                                        | Manuela Di Centa                                                                | Larissa Lasutina                                                             |
| 11.03.1990 | Örnsköldsvik   | 4 × 5 km Staffel          | SowjetunionLjubow Jegorowa Larissa Lasutina Tamara Tichonowa Jelena Välbe    | NorwegenSolveig Pedersen Inger Helene Nybråten Inger Lise Hegge Elin Nilsen     | FinnlandTuulikki Pyykkönen Pirkko Määttä Erja Kuivalainen Jaana Savolainen   |
| 17.03.1990 | Vang           | 10/10 km Verfolgung       | Trude Dybendahl-Hartz                                                        | Larissa Lasutina                                                                | Ljubow Jegorowa                                                              |

### Weltcupstände Frauen
| Rang | Name                  | Punkte |
| ---- | --------------------- | ------ |
| 1.   | Larissa Lasutina      | 146    |
| 2.   | Jelena Välbe          | 137    |
| 3.   | Trude Dybendahl-Hartz | 136    |
| 4.   | Swetlana Nageikina    | 134    |
| 5.   | Manuela Di Centa      | 126    |
| 6.   | Ljubow Jegorowa       | 94     |
| 7.   | Tamara Tichonowa      | 76     |
| 8.   | Stefania Belmondo     | 66     |
| 9.   | Jaana Savolainen      | 52     |
| 10.  | Tuulikki Pyykkönen    | 47     |
| 11.  | Marie-Helene Westin   | 46     |
| 12.  | Solveig Pedersen      | 45     |

| Rang | Name                  | Punkte |
| ---- | --------------------- | ------ |
| 13.  | Raissa Smetanina      | 43     |
| 14.  | Elena Kaschirskaja    | 38     |
| 15.  | Marit Elveos          | 31     |
| 15.  | Anne Jahren           | 31     |
| 17.  | Inger Helene Nybråten | 29     |
| 18.  | Inger Lise Hegge      | 27     |
| 18.  | Gabriele Heß          | 27     |
| 20.  | Pirkko Määttä         | 25     |
| 21.  | Magdalena Wallin      | 18     |
| 21.  | Nina Skeime           | 18     |
| 23.  | Elin Nilsen           | 16     |
| 24.  | Alžbeta Havrančíková  | 13     |

| Rang | Name              | Punkte |
| ---- | ----------------- | ------ |
| 24.  | Anna Janoušková   | 13     |
| 24.  | Heike Wezel       | 13     |
| 27.  | Tatjana Bondarewa | 11     |
| 28.  | Isabelle Mancini  | 10     |
| 29.  | Marianne Dahlmo   | 9      |
| 30.  | Marit Wold        | 7      |
| 31.  | Ina Kümmel        | 6      |
| 32.  | Raili Savolainen  | 4      |
| 33.  | Sylvia Honegger   | 2      |
| 33.  | Zora Simčáková    | 2      |
| 33.  | Tiina Toura       | 2      |
| 36.  | Erja Kuivalainen  | 1      |